# Laserdance
 (mai 2023).
Laserdance, d'abord connu sous le nom de Lazer Dance et plus tard Laser Dance ou LaserDance, est un groupe musical néerlandais. Il est formé en 1981 par Erik van Vliet, propriétaire et fondateur du label Hotsound Records. Avec l'arrivée du coproducteur Michiel van der Kuy en janvier 1983, les années qui ont suivi ont été les plus fructueuses pour Laserdance.

## Histoire
Depuis 1983,, de nombreux singles et albums contenant de la musique électronique rythmée et dansante ont été publiés sous ce nom de groupe. La première publication et le premier single de Laserdance sont produits avec l'aide de Fonny De Wulf (coproducteur de Rofo) et sortent sous le nom de groupe Lazer Dance, le titre étant l'homonyme Lazer Dance. Le single est basé sur la chanson homonyme Laserdance (face B du single Crimebuster) de Sponooch de 1979. Le nom précédent du groupe est changé peu après en Laser Dance. La première chanson est rééditée ou remixée sous le nom de Laser Dance ou Laserdance. Leur premier album, Future Generation, sorti en 1987, atteint le top 40 suédois pendant une semaine.
Le succès de Laserdance avec sa propre version du single devient la base d'autres productions. Pour cela, Erik van Vliet recrute Michiel van der Kuy comme coproducteur, van der Kuy enregistrant les sons et van Vliet indiquant comment cela devait sonner et gérant le projet. Le deuxième single, Goody's Return, qui en a résulté sort en 1984 et connait un grand succès dans les années 1980, à côté d'autres productions comme Humanoid Invasion ou Powerrun. Le premier album, Future Generation, sorti en 1987 en Allemagne sous le sous-label Galaxis du label ZYX, connaît également un grand succès avec près de 150 000 exemplaires vendus. D'autres musiciens participent à plusieurs titres de Laserdance, notamment Rob van Eijk et Ruud van Es. Entre les productions Laserdance, Michiel s'est toujours tourné vers ses propres projets musicaux et vers d'autres projets (entre autres L.A. Style, Kozmoz, Rygar, Area 51, Proxyon, Koto), dans lesquels on peut généralement entendre le son Laserdance. Jusqu'en 1995, Laserdance sortait annuellement un nouvel album, produit aux Pays-Bas par Dutch Rebel Music. La distribution allemande est toujours assurée par le label ZYX. Dans les années 1990, ils sortent un dernier album, The Guardian of Forever, produit en 1995, qui se voulait techno et trance moderne, mais qui a été mal accueilli par les auditeurs ; dès lors, les producteurs font une pause avec Laserdance.
Avec le retour de la musique des années 1980, Erik redevient actif avec Laserdance sans Michiel. Michiel était à ce moment-là retenu par d'autres projets (entre autres Rygar, Alice Deejay). Dans une interview du 22 mai 1999, Michiel van der Kuy a en outre fait état de divergences avec Erik van Vliet concernant le paiement pour la production de l'album. Pour ces raisons, Erik van Vliet a cherché un autre coproducteur, qu'il a trouvé en Julius Wijnmaalen. C'est avec lui que le dixième album Laserdance, Strikes Back, est lancé en 2000 au label ZYX Music. Par la suite, Laserdance reste silencieux pendant longtemps. Les droits du projet sont rachetés par le label ZYX. En 2004, un single intitulé Laserdance Megamix est publié sous le nom de Laserdance Project. Il contenait des morceaux de Laserdance, Koto et Hipnosis.
Dans une interview datant de décembre 2010, Michiel van der Kuy laisse entendre qu'il n'était pas intéressé par d'autres productions Laserdance à l'avenir. ZYX a demandé à d'autres artistes de produire pour le label sous le nom de projet Laserdance. En 2014, Laserdance sort le single Moon Machine sur le sampler ZYX Italo Disco Spacesynth Collection, qui est nouveau produit par Michiel van der Kuy, ainsi que le single Cosmic Energy sur le sampler ZYX Italo Disco New Generation Vol. 5.
Après 16 ans sans album, le onzième album, Force of Order, sort en septembre 2016. Il a été produit avec le son spacesynth éprouvé des premiers albums de Laserdance.

## Style musical
Le style musical de Laserdance, principalement produit par synthétiseurs, est appelé synthdance ou spacesynth en raison du son souvent spatial. La plupart des titres musicaux sont principalement instrumentaux, de sorte que l'on parle également de disco instrumentale.

## Discographie

### Albums studio
- 1987 : Future Generation
- 1988 : Around the Planet
- 1989 : Discovery Trip
- 1990 : Changing Times
- 1991 : Ambiente
- 1992 : Technological Mind
- 1993 : Hypermagic
- 1994 : Fire on Earth
- 1995 : The Guardian of Forever
- 2000 : Strikes Back
- 2016 : Force of Order
- 2018 : Trans Space Express

### Singles
- 1983 : Lazer Dance
- 1984 : Goody's Return
- 1986 : Humanoid Invasion
- 1986 : Humanoid Invasion (Remix)
- 1987 : Battle Cry
- 1987 : Powerrun
- 1987 : Fear
- 1988 : Megamix Vol.1
- 1988 : Laser Dance ('88 Remix)
- 1988 : Shotgun (Into the Night)
- 1989 : Megamix Vol.2
- 1989 : Cosmo Tron
- 1990 : Megamix Vol.3
- 1990 : The Challenge
- 1991 : Megamix Vol.4
- 1992 : Technoid
- 2013 : You and Me

### Compilations
- 1992 : The Best of
- 1994 : Laserdance Orchestra Vol.1
- 1994 : Laserdance Orchestra Vol.2
- 1995 : The 12" Mixes
- 2015 : Greatest Hits and Remixes